# 进步青年组织
进步青年组织（波斯語：‎）是阿富汗的一个已不存在的毛派组织。该组织起源于阿克拉姆·亚里等人建立的左翼组织新民主潮流。1965年10月6日，新民主潮流建立进步青年组织。该组织从未使其存在或名称为大众所知。该组织出版刊物《永恒火焰》。该组织的支持者被称为“sholayes”。1972年解散。阿富汗解放组织源于该组织的内部派别。阿富汗人民解放组织亦为后继者，后解散。现后继者为阿富汗共产党（毛主义）。